# جون تيلي (سياسي)
جون تيلي هو نقابي وصحفي وسياسي بريطاني، ولد في 13 يونيو 1941، وتوفي في 18 ديسمبر 2005 بسبب سرطان. نشط حزبياً في حزب العمال. في الانتخابات الفرعية في مجلس العموم البريطاني ‏، انتخب عضو البرلمان السابع والأربعون للمملكة المتحدة ‏ عن دائرة Lambeth Central (UK Parliament constituency) ‏ وقد انضم خلال فترته النيابية ‏ (20 أبريل 1978 – 7 أبريل 1979) للكتلة البرلمانية Labour and Co-operative Party ‏ وفي الانتخابات العامة للمملكة المتحدة 1979 ‏، انتخب عضو البرلمان الثامن والأربعون للمملكة المتحدة ‏ عن دائرة Lambeth Central (UK Parliament constituency) ‏ وقد انضم خلال فترته النيابية ‏ (3 مايو 1979 – 13 مايو 1983) للكتلة البرلمانية Labour and Co-operative Party ‏.